# Wasey Sterry
Sir Wasey Sterry, Kt, CBE (* 26. Juli 1866 in Stockland, Devon, England; † 9. August 1955 in Windsor, Berkshire, England) war ein britischer Jurist und Kolonialbeamter, der unter anderem zwischen 1924 und 1925 kommissarischer Generalgouverneur des Anglo-Ägyptischen Sudan war.

## Leben
Wasey Sterry, Sohn des Geistlichen Reverend Francis Sterry und Augusta Emily Middleton, besuchte von 1878 bis 1885 das renommierte 1440 gegründete Eton College und begann daraufhin ein Studium im Fach Klassische Philologie (Litterae humaniores) am Merton College der University of Oxford. Das grundständige Studium schloss er 1889 mit einem Bachelor of Arts (BA) ab, während er das postgraduale Studium 1892 mit einem Master of Arts (MA) beendete. Zugleich erhielt er 1892 seine anwaltliche Zulassung als Barrister bei der Anwaltskammer (Inns of Court) von Lincoln’s Inn und nahm daraufhin eine Tätigkeit als Rechtsanwalt auf. 1901 trat in den kolonialen Verwaltungsdienst (Colonial Administrative Service) ein und wurde in den Anglo-Ägyptischen Sudan entsandt, um als Richter an den Gerichten zu dienen. Der Sudan wurde zu dieser Zeit aufgrund der 1899 erklärten Anglo-Egyptian Condominium kontrolliert, wodurch der Sudan einen separaten politischen Status erhielt, in dem die Souveränität gemeinsam vom Khedivat Ägypten und der britischen Krone geteilt wurde. Die Militär- und Zivilregierung des Sudan wurde einem Generalgouverneur übertragen, der vom Khediven von Ägypten ernannt, aber von der britischen Regierung nominiert wurde. Tatsächlich gab es jedoch keine gleichberechtigte Partnerschaft zwischen Großbritannien und Ägypten im Sudan, da von Anfang an die Briten dominierten. 1907 wurde er vom Khediven Abbas II. mit dem Mecidiye-Orden Dritter Klasse ausgezeichnet. 1915 erfolgte seine Ernennung zum Obersten Richter des Sudan (Chief Justice of Sudan), ehe er zwischen 1917 und 1926 als Rechtssekretär der Kolonialregierung des Anglo-Ägyptischen Sudan tätig war. Für seine Verdienste 1918 wurde er zum Commander des Order of the British Empire (CBE) ernannt. Die ersten Manifestationen des sudanesischen Nationalismus ereigneten sich im Jahr 1921, als Ali Abd al Latif die United Tribes Society gründete und wegen nationalistischer Agitation verhaftet wurde. 1924 gründete er mit Abdullah Chalil die White Flag League (جمعية اللواء الأبيض), die sich der Vertreibung der Briten aus dem Sudan widmete. Im Juni und August 1924 kam es während der Sudankrise in Khartum zu Demonstrationen, die jedoch niedergeschlagen wurden. 
Nachdem Lee Stack bei einem Attentat ägyptischer Nationalisten am 19. November 1924 in Kairo tödlich verwundet wurde und am darauf folgenden 20. November 1924 verstarb, wurde Sterry am 21. November 1924 kommissarischer Generalgouverneur des Anglo-Ägyptischen Sudan. Er verblieb auf diesem Posten bis zum 5. Januar 1925, woraufhin Geoffrey Francis Archer dann formell neuer Generalgouverneur wurde. Für seine Verdienste wurde er am 6. Juli 1925 als Knight Bachelor (Kt) geadelt, so dass er fortan das Prädikat „Sir“ führte.
Wasey Sterry war von 1928 bis 1938 Richter am Obersten Gerichtshof von Ägypten (His Majesty’s Supreme Court for Egypt), nachdem er sich nach seiner Abreise aus Khartum in Kairo niedergelassen hatte. In dieser Zeit wurde ihm der Nil-Orden Zweiter Klasse verliehen. Nach seinem Eintritt in den Ruhestand ließ er sich 1938 in England nieder.

## Veröffentlichung
- The Eton College Register, 1441–1698, 1943